# Eddy Heurlié
Eddy Heurlié (ur. 27 grudnia 1977 w Le Lamentin) – martynikański piłkarz występujący na pozycji bramkarza. Zawodnik klubu CS Bélimois.

## Kariera klubowa
Heurlié karierę rozpoczynał w 1997 roku w zespole Aiglon du Lamentin. W 1998 roku zdobył z nim mistrzostwo Martyniki. W 2000 roku wyjechał do Francji, by grać w rezerwach tamtejszego Troyes AC w CFA. Spędził tam trzy lata, a potem przeniósł się do US Raon-l'Étape z Championnat National. Przez rok rozegrał tam 20 spotkań.
W 2004 roku Heurlié wrócił do Aiglon du Lamentin. Tym razem występował tam przez dwa lata. Przez kolejne dwa grał w AS Samaritaine, a w 2008 roku przeszedł do CS Bélimois.

## Kariera reprezentacyjna
W reprezentacji Martyniki Heurlié zadebiutował w 2001 roku. W 2002 roku znalazł się w drużynie na Złoty Puchar CONCACAF. Zagrał na nim w meczach z Kostaryką (0:2), Trynidadem i Tobago (1:0) i Kanadą (1:1, 5:6 w rzutach karnych), a Martynika odpadła z turnieju w ćwierćfinale.
W 2003 roku Heurlié ponownie został powołany do kadry na Złoty Puchar CONCACAF. Wystąpił na nim w spotkaniach ze Stanami Zjednoczonymi (0:2) i Salwadorem (0:1), a Martynika zakończyła turniej na fazie grupowej.
W latach 2001–2010 w drużynie narodowej Heurlié rozegrał 46 spotkań.